# Route nationale 827
Die Route nationale 827, kurz N 827 oder RN 827 war eine französische Nationalstraße, die von 1933 bis 1973 zwischen Pithiviers und Connerré verlief. 2006 wurde der ehemalige Abschnitt von ihr, der zwischen der Route nationale 154 und mittlerweile existierenden Anschlussstelle 12 der Autoroute A10 verläuft, zur Route nationale 254 umgewidmet. Ihre Länge betrug 152 Kilometer.